# Никола Байков
Никола (Кольо) Байков Петров е икономист и деец на Българската комунистическа партия.

## Биография
Роден е на 8 юли 1915 г. в с. Изворово (Област Стара Загора), едно от шестте деца в семейството на Нейка и Байко Байкови. Основното си образование получава в родното си село и в с. Средно градище.
През 1929 г. влиза в Търговската гимназия в Стара Загора, където се включва в марксистко-ленински кръжок и през 1931 г. е приет в Комсомола. В началото на 1934 г. е избран в Окръжния комитет на Работническия младежки съюз (РМС). Заради нелегалната си политическа дейност, през пролетта на същата година е арестуван от полицията. В края на 1934 г. постъпва в Свободния университет за политически и стопански науки в София. Тогава става член на Българската комунистическа партия (БКП). По предложение на Руси Христозов е приет за сътрудник на Централния комитет (ЦК) на партията в техническия апарат  – набавя хартия, мастило, пренася куфари с резервни части за печатници и печатарски букви. От 1935 г. отговаря за разпределителен склад за нелегални партийни издания, пряко подчинен на завеждащия техническата работа на ЦК Петър Нешев Петровски. По разпространението на печата работи с Желязко Троев. Арестуван е отново на 8 ноември 1936 г. за разпространение на „Работнически вестник“.  Разпитван е от полицая Никола Гешев и началника на политическата полиция Андрей Праматаров. Осъден е по Закона за защита на държавата на 5 г. затвор. С амнистията в чест на раждането на престолонаследника Симеон Сакскобургготски (16 юни 1937), Никола Байков е освободен от затвора и се завръща в София, където продължава следването си. До края на 1940 г. е секретар на партийната група при работническия кооперативен стол на бул. „Христо Ботев“ № 95.  Дипломира се през 1938 г., след което отбива редовната си военна служба като трудовак, като работи по изграждането на отбранителната линия „Крали Марко“ край Ивайловград. Взема участие в Соболевата акция през 1940 г. През 1941 работи като книговодител в дружество „Задруга“ при Съюза на популярните банки. След нападението на нацистка 
 Германия срещу Съветския съюз изработва ръчен циклостил и започва да отпечатва политически позиви.
При блокада на София на 5 декември 1942 г. е арестуван и изпратен в концентрационния лагер Кръстополе край гр. Драма, откъдето по-късно е преместен в лагера Тодоровци край Ксанти. Освободен през ноември 1943 г., той продължава работата си като книговодител и партийната си дейност.
В периода 10–12 септември 1944 г. организира установяването на властта на Отечествения фронт в Стара Загора. От 1 октомври 1944 г. Никола Байков заема длъжността помощник-командир на Петдесет и девети пехотен пирински полк. Участва в атаката на Дравачехи. Сниман е как на 1 февруари 1945 г. държи реч на погребението на български бойци от Шестнадесета пехотна дивизия, загинали в боевете за с. Бач – Югославия. Ранен е тежко на 14 март 1945 г. при минохвъргачен обстрел по време на Дравската операция.
До 1948 г. служи в тиловото осигуряване на Министерството на вътрешните работи, след което работи в българските търговски представителства в Чехословакия, Германската демократична република и Швеция, както и в „Булгарплодекспорт“.
Никола Байков умира на 20 май 1988 г. в София.

## Семейство
След Освобождението на България родът Байкови закупува земи в Изворово и построява розоварна. Байко, бащата на Никола Байков, учи железарски занаят в Казанлък, където членува в младежка дружинка към Българската работническа социалдемократическа партия (тесни социалисти). Работи като ковач и търговец. Станка, голямата сестра на Никола Байков, е учителка в Изворово, а по време на Втората световна война преподава в Беломорието. Станка е сред създателите на музейната сбирка в селото. Пенка, по-малка сестра на Никола Байков,  дейно участва в театралната самодейност в Изворово. Учи в гимназия „Пейо Яворов” в Чирпан, където влиза в РМС. През 1942 г. Пенка постъпва в Държавното висше училище за финансови и административни науки и се нарежда сред първите жени от селото, завършили висше образование. 
Маргарита, съпругата на Никола Байков, е дъщеря на ветеринарния лекар Байко Бърнев. Тя завършва философия в Софийския университет. 
Синът им Румен става фотограф, а дъщеря им Немира – филолог.

## Отличия
Орден „За храброст - IV ст., 2 кл.“
Орден „Георги Димитров“